# Blanchefosse
Blanchefosse is een plaats in het Franse departement Ardennes in de regio Grand Est. De plaats maakt deel uit van het arrondissement Charleville-Mézières.

## Geschiedenis
Blanchefosse ging op 29 december 1973 samen met Bay in een fusion associée op in de gemeente Blanchefosse-et-Bay.